# Dendropsophus rossalleni
Dendropsophus rossalleni es una especie de anfibios de la familia Hylidae.
Habita en Brasil, Colombia, Ecuador, Perú y posiblemente en Bolivia.
Sus hábitats naturales incluyen bosques tropicales o subtropicales secos y a baja altitud y marismas intermitentes de agua dulce.